# Riskor
Lactarius är även det vetenskapliga släktnamnet för en fisk, se Lactarius lactarius.
Riskor (Lactarius) är ett släkte basidiesvampar. I Sverige finns omkring 80 arter. Gemensamt för riskorna är att foten går tvärt av när de bryts, och att svampen vid brott utsöndrar vätska. Riskorna bildar mykorrhiza, ofta knutet till en bestämd trädart.

## Lista över riskor
Denna lista innehåller ett urval av arter som förekommer i Europa.
- Alabasterriska
- Alriska
- Avenboksriska
- Beckriska
- Blekriska
- Blek rökriska
- Blek skäggriska
- Blodriska - Lactarius deterrimus
- Blåmjölkig riska, eller brun blodriska.
- Bläckriska
- Borstriska
- Brandriska
- Buktriska
- Doftriska, eller kokosriska.
- Dvärgbjörksriska
- Ekriska
- Ettervitriska
- Fjällriska
- Fläckriska
- Fransriska
- Gaffelriska
- Granblodriska
- Granriska
- Gråriska
- Grönfläckig vinriska, eller zonblodriska.
- Grönlandsriska
- Grönmjölkig vitriska
- Grönriska, eller bokriska.
- Gulmjölkig ekriska
- Gulriska
- Gulskivig riska
- Hasselriska
- Kamferriska, eller curryriska.
- Knoppriska
- Lakritsriska
- Laxriska, eller laxblodriska.
- Lilariska
- Luden vitriska
- Lärkriska
- Mandelriska
- Mörk doftriska, eller mörk kokosriska.
- Pepparriska - Lactarius rufus
- Rosenzonerad buktriska
- Rävriska
- Rökriska
- Skarp rökriska
- Skogsriska
- Skäggriska - Lactarius torminosus
- Slät vitriska
- Sotriska
- Stinkriska
- Stor alriska
- Stor lilariska, eller zonerad lilariska.
- Svartriska
- Svavelriska
- Sötriska
- Tallblodriska, eller läckerriska - Lactarius deliciosus
- Tallriska
- Videriska
- Vingsporig riska
- Vinriska 	- Lactarius sanguifluus
- Zonriska